# Phoenix Film Critics Society
A Phoenix Film Critics Society (PFCS) é uma organização de críticos de cinema com sede em Phoenix. Em dezembro de cada ano, a PFCS se reúne para escolher os indicados e vencedores dos Phoenix Film Critics Society Awards - que acontece desde 2000.

## Categorias
- Melhor Filme
  - Top 10 Films
- Melhor Diretor
- Melhor Ator
- Melhor Atriz
- Melhor Ator Coadjuvante
- Melhor Atriz Coadjuvante
- Mehor Elenco
- Melhor Roteiro Original
- Melhor Roteiro Adaptado
- Melhor Filme Live-Action
- Filme Negligenciado do Ano
- Melhor Filme de Animação
- Melhor Filme Estrangeiro
- Melhor Documentário
- Melhor Canção Original
- Melhor Trilha Sonora Original
- Melhor Fotografia
- Melhor Edição
- Melhor Design de Produção
- Melhor Figurino
- Melhores Efeitos Visuais
- Melhor Feito
- Revelação na Câmera
- Revelação Atrás das Câmeras
- Melhor Ator Jovem
- Melhor Atriz Jovem